# Université Khazar
 (mai 2010).
L’université Khazar (azéri : Xəzər Universitəsi, qui se traduit directement en université de la Mer Caspienne) est une université privée située à Bakou, en Azerbaïdjan.

## Généralité
Isaxanli a fondé l'université Khazar dans le but de réformer les anciens systèmes corrompus d’enseignement supérieur qui peuvent avoir existé sous le règne de l'ex-Union soviétique.

## Cursus et formations
L'université Khazar a un corps faculté d'environ 200 enseignants formés principalement en Europe et aux États-Unis.[réf. nécessaire]
Il y a six départements à l'université Khazar fournissant l’éducation, la formation et la recherche. Les écoles offrant des programmes de premier cycle, deuxième cycle et de doctorat dans les domaines d’études suivants:
- Département d'Architecture, Ingénierie et Sciences Appliquées : informatique, ingénierie informatique, ingénierie pétrolier, ingénierie de l'environnement, mathématiques, gestion, architecture et ingénierie civil.
- Faculté d’économie et gestion d'entreprise : gestion, économie, marketing, finances, comptabilité, gestion et commerce international de gestion de l'énergie.
- Département des arts, des sciences humaines et sociales : Langue Anglais / Lettres, Langues orientales (arabe, persan, japonais), les langues occidentales (anglais, français, italien, allemand, espagnol, russe), langue azerbaïdjanaise / littérature, philologie, journalisme, Linguistique, Sciences politiques, relations internationales, études sur les conflits, et études régionales (Caucase et Asie centrale, l'Union européenne, Moyen-Orient, États-Unis, Asie de l'Est)
- Département de droit: le droit et le droit international.
- Département de médecine : la bio-médecine, médecine, médecine dentaire et la santé publique.
- Département de l'éducation : enseignement primaire, Mathématiques et Informatique, l'Administration de l'éducation, histoire et philosophie de l'éducation.
- Département Dunya : est composé de la maternelle, de l'école élémentaire (primaire), de l’école secondaire et du lycée sous le même toit, le département est affilié au département de l’Éducation.

## Anciens étudiants
- Nurida Gadirova Ateshi, chercheuse en archéologie.